# Alegría (album)
Pour les articles homonymes, voir Alegría.
Albums de Wayne Shorter
Footprints Live!
(2002) Beyond the Sound Barrier
(2005)
Alegria est un album du saxophoniste de jazz Wayne Shorter paru en 2003 sur le label Verve Records.
L'album obtient le Grammy Award du meilleur album de jazz instrumental, ainsi que le Grammy Award for Best Instrumental Composition (en) pour Sacajawea.

## Présentation
Orbits est une reprise d'une composition de Wayne Shorter sur l'album Miles Smiles (1967).
Angola avait été composé par Shorter pour l'album The Soothsayer publié en 1966.

## Titres
| No  | Titre                      | Musique                   | Durée |
| --- | -------------------------- | ------------------------- | ----- |
| 1.  | Sacajawea                  | Wayne Shorter             | 7:40  |
| 2.  | Serenata                   | Leroy Anderson            | 6:09  |
| 3.  | Vendiendo Alegría          | Milka Himel, Joso Spralja | 7:03  |
| 4.  | Bachianas Brasileiras no 5 | Heitor Villa-Lobos        | 6:00  |
| 5.  | Angola                     | Wayne Shorter             | 5:28  |
| 6.  | Interlude                  | Wayne Shorter             | 1:49  |
| 7.  | She Moved Through the Fair | Traditionnel              | 4:39  |
| 8.  | Orbits                     | Wayne Shorter             | 6:09  |
| 9.  | 12th Century Carol         | Traditionnel              | 6:04  |
| 10. | Capricorn 2                | Wayne Shorter             | 5:59  |

## Musiciens
Sur Sacajawea, She Moves Through the Fair et Capricorn 2 (Footprints Quartet)
- Wayne Shorter : saxophone soprano et ténor
- Danilo Pérez : piano
- John Patitucci : basse
- Brian Blade : batterie

Sur Serenata
- Wayne Shorter : saxophone soprano et ténor
- Stephen Taylor : cor, hautbois
- Paul Dunkel : flûte
- Allen Blustine : clarinette, clarinette basse
- Frank Morelli : basson
- Brad Mehldau : piano
- Charles Curtis : violoncelle
- John Patitucci : basse
- Brian Blade : batterie

Sur Vendiendo Alegría
- Wayne Shorter : saxophone soprano et ténor
- Chris Gekker, Lew Soloff : trompette
- Bruce Eidem, Jim Pugh, Papo Vázquez : trombone
- John Clark : cor anglais
- Stewart Rose : cor
- Paul Dunkel : flûte
- Allen Blustine : clarinette, clarinette basse
- Danilo Pérez : piano
- Terri Lyne Carrington : batterie
- Alex Acuña : percussions

Sur Bachianas Brasileiras no 5
- Wayne Shorter : saxophone soprano et ténor
- Charles Curtis, David Garrett, Barry Gold, Gloria Lum, Daniel Rothmuller, Brent Samuel, Cecilia Tsan : violoncelle
- John Patitucci : basse
- Alex Acuña : percussions

Sur Angola
- Wayne Shorter : saxophone soprano et ténor
- Jeremy Pelt : trompette
- Steve Davis, Jim Pugh : trombone
- Chris Potter : saxophone ténor, clarinette basse
- Brad Mehldau : piano
- John Patitucci : basse
- Terri Lyne Carrington : batterie
- Alex Acuña : percussions

Sur Interlude
- Wayne Shorter : saxophone soprano et ténor
- Brian Blade : batterie

Sur Orbits
- Wayne Shorter : saxophone soprano et ténor
- Stephen Taylor : cor, hautbois
- Paul Dunkel : flûte
- Allen Blustine : clarinette, clarinette basse
- Frank Morelli : basson
- Brad Mehldau : piano
- Charles Curtis : violoncelle
- John Patitucci : basse
- Brian Blade : batterie

Sur 12th Century Carol
- Wayne Shorter : saxophone soprano et ténor
- Chris Gekker, Lew Soloff : trompette
- Michael Boschen, Bruce Eidem : trombone
- John Clark : cor anglais, saxophone
- Stewart Rose : cor
- Marcus Rojas : tuba
- Danilo Pérez : piano
- John Patitucci : basse
- Terri Lyne Carrington : batterie
- Alex Acuña : percussions